# 23950 Tsusakamoto
23950 Tsusakamoto este un asteroid din centura principală de asteroizi.

## Descriere
23950 Tsusakamoto este un asteroid din centura principală de asteroizi. A fost descoperit pe 18 octombrie 1998 la Stația Anderson Mesa în cadrul programului LONEOS. Asteroidul prezintă o orbită caracterizată de o semiaxă mare de 2,57 ua, o excentricitate de 0,16 și o înclinație de 8,9° în raport cu ecliptica.